# Shattered Union
Shattered Union est un jeu vidéo de stratégie post-apocalyptique sorti sur PC et Xbox. Il a été développé par PopTop Software et édité par 2K Games en 2005.

## Synopsis
Shattered Union se déroule en 2014. À la suite de l'élection de David Jefferson Adams au poste de président des États-Unis, qui est le président le plus impopulaire de toute l'histoire du pays, la fureur du peuple engendre émeutes, conflits sociaux, milices et attentats. À la suite de ces actes terroristes, le Président invoque la loi sur la sécurité intérieure et déclare la loi martiale sur la côte est et dans d'autres régions du pays. Mais le pire arrive en 2013 lorsque, à la suite d'un simulacre d'élection au cours duquel David Adams entame son second mandat, Washington D.C. est frappée par une bombe nucléaire sale pendant la 45e cérémonie d'investiture, qui tue David Adams et la majeure partie des membres du Congrès. La destruction de Washington D.C. entraîne un chaos national et l'envoi d'un corps de maintien de la paix, voté en urgence par l'Union européenne, pour sécuriser la région et protéger les intérêts internationaux.
L'augmentation du sentiment séparatiste entraîne le gouverneur de Californie à faire sécession. Le Texas suit la même route et, englobant les États voisins, déclare l'avènement de la république du Texas.
Les États autrefois unis d'Amérique sont en ruine et une nouvelle guerre de sécession éclate, opposant 7 factions qui cherchent chacune à accroitre leur influence.

## Contenu

### Factions
Les données géographiques sont approximatives, puisque les frontières des territoires ne s'arrêtent pas exactement au limites des états.
- California Commonwealth : comprend la Californie, le Nevada, l'Utah et l'Arizona.
- The Republic of Texas : comprend le Texas et les états voisins.
- The Confederacy : regroupe les états de l'alliance Sudiste de la précédente guerre de sécession.
- Pacifica : rassemble l'État de Washington, l'Oregon, l'Idaho, le Montana et le Colorado.
- New England Alliance : regroupe les plus anciens états, au nord-est du pays.
- Great Plains Federation : regroupe les états du centre du pays (Illinois, Minnesota, Iowa...)
- Union européenne : territoire occupé par le corps de maintien de la paix envoyé par l'UE, soit le District de Columbia et quelques territoires qui l'entourent au Nord et à l'Est.

### Armes
Les armes pouvant être utilisées sont diverses : artillerie, chars d'assaut, bombardiers, chasseurs, hélicoptères, unités antiaériennes, infanterie...
Quand la faction choisie par le joueur est l'UE, il dispose des armes européennes, tel que l'hélicoptère Tigre. Mais quand il choisit une faction issue de la division des États-Unis, il aura des armes américaines (Char M1 Abrams, bombardier B2, hélicoptère Apache...)

## Accueil
| Shattered Union |      |       |
| Média           | Pays | Notes |
| Canard PC       | FR   | 4/10  |
| Game Revolution | US   | C+    |
| Eurogamer       | US   | 6/10  |
| Gamekult        | FR   | 5/10  |
| GameSpot        | US   | 79 %  |
| IGN             | US   | 75 %  |
| Jeuxvideo.com   | FR   | 6/20  |
| Joystick        | FR   | 3/10  |